# 寒川神社 (千葉市)
寒川神社（さむかわじんじゃ）は、千葉県千葉市中央区にある神社である。式内小社、旧社格は村社。

## 祭神
- 天照大御神
- 寒川比古命
- 寒川比売命

## 由緒
創建年代については不詳であるが、『延喜式神名帳』にある下総国の寒川神社がこの神社とされる。古くから海上安全の神として信仰され、江戸時代には10石の朱印社領を有していた。

## 文化財
- 寒川神社の御浜下り：千葉市地域文化財（種別区分：無形民俗文化財）。次項祭礼で行われる海中渡御[1]。

## 祭礼
- 8月20日～8月21日（神輿の浜入り渡御がある）

## 所在地
- 千葉県千葉市中央区寒川町一丁目123番地